# St-Pierre (Chuffilly-Roche)

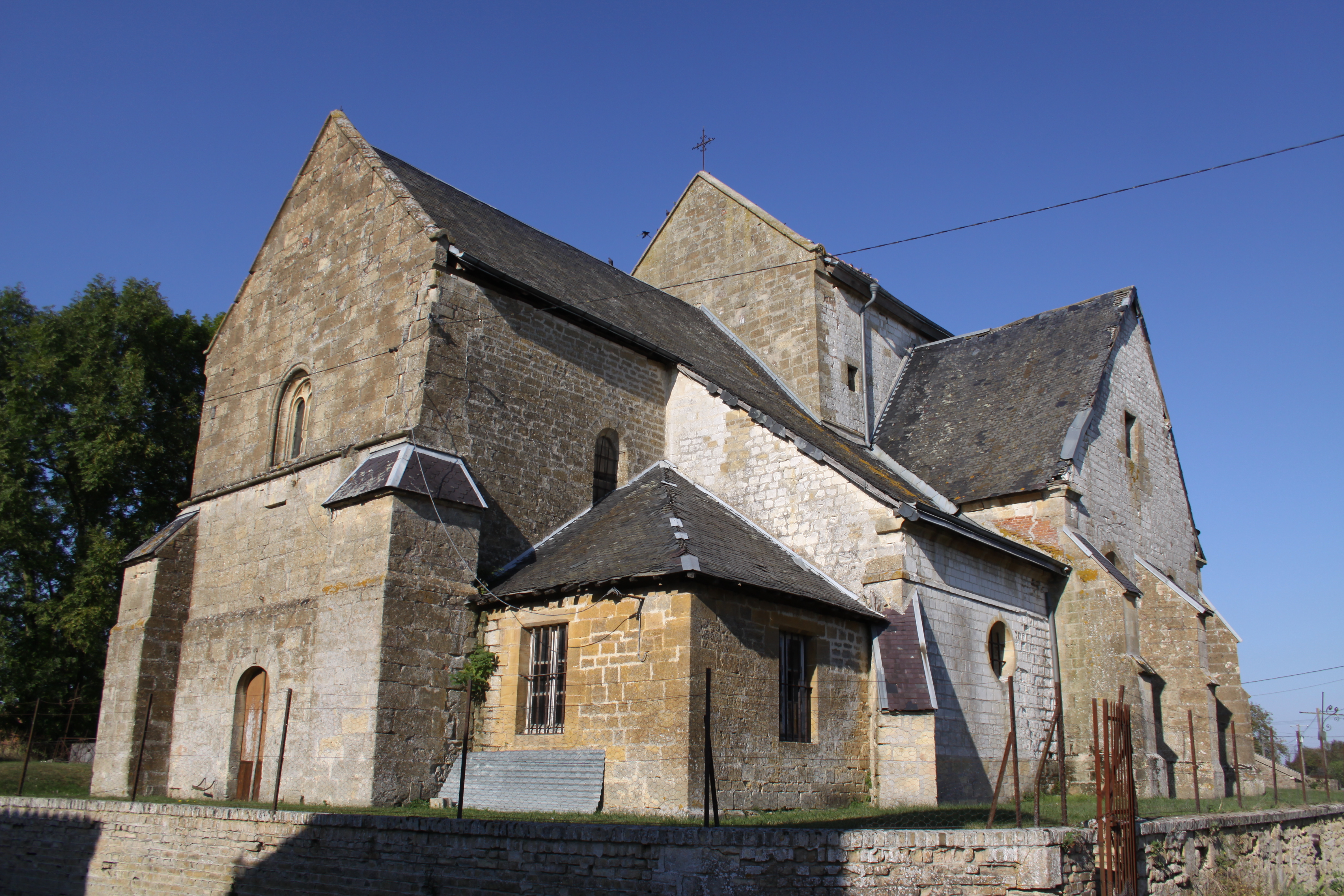
Kirche St-Pierre in Chuffilly-Roche

Die römisch-katholische Kirche St-Pierre in Chuffilly-Roche, einer französischen Gemeinde im Département Ardennes, wurde ursprünglich in der Romanik erbaut und steht seit 1948 als Monument historique unter Denkmalschutz.

## Beschreibung
Ältester Teil der zweischiffigen Kirche sind die zwei östlichen Joche des Nordschiffs sowie der rechteckige Turm über dem Nordschiff, beide romanisch. Die Mauer und Säulen stammen aus dem 12. Jahrhundert. Der rechteckige Turm mit doppelten Fensteröffnungen wird über die Treppe des kleinen Quadratturms erreicht, der das ganze Gebäude unterstützt. Die weiteren Elemente wurden im 16. Jahrhundert hinzugefügt. Der kleine Quadratturm und die Nordfassade besitzen Schießscharten und je einen Wehrerker.
Auf der Westfassade steht zwischen zwei Bausteinen eine stilisierte Kopfstatue, die aus einem blauen Steinstück aus einem Taufbecken gefertigt wurde.
Innerhalb der Kirche ist der Hauptaltar mit Baldachin mit roten Marmorsäulen verziert. Der Seitenaltar mit Retabel und schwarzen Marmorsäulen wurde am 9. Januar 1976 als Monument historique klassifiziert.
Zusammen mit dem Kirchhof und dem Petersbrunnen (fontaine St-Pierre) wurde die Kirche St-Pierre am 27. September 1948 zum Monument historique erklärt.